# Wodołahy
Wodołahy (ukr. Водолаги) – wieś na Ukrainie, w obwodzie sumskim, w rejonie sumskim, w hromadzie Chotiń. W 2001 liczyła 152 mieszkańców.